# 2006 dans l'Union européenne
Chronologie de l’Union européenne
- 2002
- 2003
- 2004
- 2005
- 2006
- 2007
- 2008
- 2009
- 2010

Cette page concerne l'année 2006 du calendrier grégorien.

## Institutions européennes
- Président de la Commission - José Manuel Barroso, Parti populaire européen
- Présidence du Conseil - Autriche (Jan-Juin) et Finlande (Juil-Déc)
- Président du Parlement - Josep Borrell, Socialiste
- Haut Représentant - Javier Solana, Socialiste

## Chronologie

### Janvier 2006

#### Dimanche1erjanvier 2006
- L'Autriche prend pour six mois la présidence tournante de l'Union européenne, succédant au Royaume-Uni.

### Février 2006

#### Mardi2 février 2006
La Commission publie un livre blanc sur la politique de communication.

### Mars 2006
- x

### Avril 2006
- x

### Mai 2006
- x

### Juin 2006
- x

### Juillet 2006
- x

### Août 2006
- x

### Septembre 2006
- x

### Octobre 2006
- x

### Novembre 2006
- x

### Décembre 2006
- x